# Lanțul amintirilor
Lanțul amintirilor (în Hindi-Urdu Yaadon Ki Baaraat  यादों की बारात) este un film indian din 1973 în regia lui Nasir Hussain. Filmul este despre trei frați — Shankar (Dharmendra), Vijay (Vijay Arora) și Ratan (Tariq) — despărțiți de mici și care se reîntâlnesc la maturitate. Filmul a devenit un hit și a rămas cunoscut și datorită coloanei sonore, cu melodii ca „Chura liya hai” („Mi-ai furat inima”), cântată de Asha Bhosle, și cea care dă titlul filmului, „Yaadon Ki Baaraat” („Lanțul amintirilor”), cântată de Kishore Kumar în duet cu Mohammed Rafi.

## Distribuție
- Dharmendra - Shankar
- Zeenat Aman - Sunita
- Ajit Khan - Shakaal
- Vijay Arora - Vijay
- Tariq Khan - Ratan/Monto
  - Aamir Khan (Master Aamir) - Young Ratan
- Neetu Singh - Dancer (song 'Le Kar Hum Deewana Dil')
- Ashu - Mama lui Shankar/Vijay/Monto
- Satyen Kappu - Jack
- Jalal Agha - Salim
- Archana
- Master Rajesh
- Master Salsh
- Master Ravi
- Imtiaz Khan as Roopesh
- Ahmed Ali
- Ravinder Kapoor - Usman Bhai Butliwala
- Sham Kumar
- M. B. Shetty - Martin
- Anamika - Jack's Daughter
- Ram Avtar & Moolchand - Two Businessmen
- Ghafoor
- Nawab
- Bihar
- Jagdish Raj
- Bannerji
- Sanjana
- Ashoo as Mr. Verma
- Sofia
- Pompi
- Mona
- Kamal

## Vezi și
- Listă de filme Bollywood din 1973